# 小行星1764
小行星1764（1764 Cogshall）是一颗绕太阳运转的小行星，为主小行星带小行星。该小行星于1953年11月7日发现。
該小行星以美國天文學家威爾伯·阿德爾曼·科古夏爾命名。

## 轨道参数
小行星1764的轨道半长轴为3.0886080 UA，离心率为0.127。